# آنتونیس کونیاریس
آنتونیس کونیاریس (یونانی: Αντώνης Κόνιαρης؛ زادهٔ ۳۰ سپتامبر ۱۹۹۷) بازیکن بسکتبال اهل یونان است.
از باشگاه‌هایی که در آن بازی کرده‌است می‌توان به باشگاه بسکتبال پاناتینایکوس اشاره کرد.
وی در مسابقات کشوری و بین‌المللی در مجموع برندهٔ ۲ مدال طلا، ۱ مدال برنز شده‌است.